# تشارلز آي. كاربنتر
تشارلز آي. كاربنتر (بالإنجليزية: Charles I. Carpenter)‏ هو ضابط أمريكي، ولد في 13 يناير 1906 في ويلمنغتون في الولايات المتحدة، وتوفي في 22 فبراير 1994 في ميلفورد في الولايات المتحدة.